# Les Comasses
Les Comasses és una muntanya de 590 metres, que es troba al municipi de Biosca, a la comarca catalana del Solsonès.